# Corrado Ruggeri
Corrado Ruggeri (Roma, 20 febbraio 1957 – Roma, 24 aprile 2023) è stato un giornalista, scrittore e viaggiatore italiano, per oltre 30 anni nella redazione del Corriere della Sera, di cui è stato anche caporedattore dell'edizione romana.

## Biografia
Laureato in legge alla Sapienza, ha scritto vari reportage da tutto il mondo, in particolare in Asia.
Ha pubblicato con la casa editrice Feltrinelli il suo primo libro Farfalle sul Mekong nel 1994 e nel 1995 Il canto delle lucciole. Viaggio in Nuova Guinea tra cannibali e adoratori di spiriti, tradotto in francese da Payot, e poi Bambini d'oriente nel 1998.
Con la Mondadori, ha pubblicato Sì, viaggiare. Come, quando, con chi, perché, scritto con un altro grande viaggiatore, Folco Quilici.
Nel 2008 è uscito, con DVD allegato, Il Drago e la Farfalla, racconti di viaggio in Vietnam, pubblicato dalla Sitcom, editore anche del canale satellitare Marcopolo, del quale Ruggeri fu uno dei volti più noti. Proprio con Il Drago e la Farfalla ha vinto la XIII edizione del premio letterario internazionale Città di Gaeta per la letteratura di viaggio e d'avventura. A maggio 2011 è uscito in libreria il suo romanzo Papà Mekong (Infinito edizioni) con prefazione di Aldo Cazzullo: parte dei diritti d'autore di questo libro sono devoluti a Ecpat (End Children Prostitution in Asia Tourism) per contribuire al mantenimento e all'educazione di bambini cambogiani vittime di abusi sessuali. Nel maggio 2013 ha pubblicato La mia Asia, 30 anni di viaggi in Oriente, edito da Lt Editore. 
Ha scritto anche un libro intervista con Gianni Alemanno, negli anni in cui era sindaco della Capitale, Cittadino di Roma (Mondadori) e la biografia di Roberto Wirth, proprietario dell'hotel Hassler di Roma e sordo profondo dalla nascita, Il silenzio è stato il mio primo compagno di giochi (Newton Compton).Con Typimedia ha pubblicato nel novembre 2019 Storie di Bangkok, una guida originale e innovativa che racconta la città attraverso storie di donne e uomini. A marzo 2020 è uscito Domani, il suo secondo romanzo, edito da Ponte Sisto, un thriller ambientato tra la Cambogia, Beirut e Sarajevo, paesi e città che hanno sofferto l'orrore della guerre, l'oltraggio di trafficanti di esseri umani, luoghi “martiri della Storia” in cerca della rinascita. A giugno 2021 ha pubblicato Atlante - Viaggi e personaggi in giro per il mondo, (Ponte Sisto), 480 pagine di racconti di viaggio attraverso tutti i continenti.
Gestì un sito, I Viaggi di Corrado Ruggeri, www.corradoruggeri.it, nel quale raccontava i suoi viaggi.
Ruggeri morì nel 2023 dopo una breve malattia.

## Vita privata
Dal suo unico matrimonio nacque una figlia. Al momento del decesso era diventato da poco nonno.

## Opere
- Farfalle sul Mekong: tra Thailandia e Vietnam, 1994.
- Il canto delle lucciole: viaggio in Nuova Guinea tra cannibali e adoratori di spiriti, 1995.
- Bambini d'oriente, 1998.
- Sì viaggiare: come, quando, con chi e perché, 2006.
- Il drago e la farfalla: viaggi in Vietnam, 2008.
- Papà Mekong, 2011.
- La mia Asia: trent'anni di viaggi in Oriente, 2013.
- Storie di Bangkok, 2019.
- Domani, 2020.
- Atlante, 2021